# Leucula fuscicosta
Leucula fuscicosta är en fjärilsart som beskrevs av W. Warren 1905. Leucula fuscicosta ingår i släktet Leucula och familjen mätare. Inga underarter finns listade i Catalogue of Life.